# Hermenias
Hermenias is een geslacht van vlinders van de familie bladrollers (Tortricidae), uit de onderfamilie Olethreutinae.

## Soorten
- H. callimita Turner, 1946
- H. dnophera Diakonoff, 1983
- H. epidola Meyrick, 1912
- H. imbrifera Meyrick, 1911
- H. implexa Meyrick, 1912
- H. infimana (Walker, 1863)
- H. metaspra Diakonoff, 1983
- H. pachnitis Meyrick, 1912
- H. rivulifera Turner, 1946
- H. zygodelta Meyrick, 1938